# مسافة ناقل التراب
مسافة ناقل التراب في علوم الحاسوب مقياس للاختلاف بين توزيعين متكررين أو كثافتين أو قياسين على فضاء متري. بشكل غير رسمي، إذا فُسرت التوزيعات بأنها طريقتان مختلفتان لتكديس التربة في الفضاء ، فإن المسافة يلتقط الحد الأدنى من تكلفة بناء الكومة الأصغر باستخدام التربة المأخوذة من الأكبر، حيث تُعرف التكلفة بأنها كمية التربة المنقولة مضروبة من خلال المسافة التي يُنقل بها.